# اساسینز کرید (مجموعه‌کتاب)
کیش یک آدم‌کش، نوشته اولیور باودن که می‌تن آن را عقیده اساسین، فرقه اساسین یا اسیسینز کرید نیز ترجمه کرد، مجموعه رمان مربوط به جهان بازی کیش یک آدم‌کش است. این کتاب، داستان‌های مختلفی دربارهٔ جنگ اسیسین‌ها (اساسین) با تمپلارها (شوالیه‌های معبد) را تعریف می‌کند. این مجموعه کتاب در ایران توسط انتشارات آذرباد به چاپ رسیده است.

## رنسانس
اولین رمان این مجموعه،"رنسانس" (Renaissance) در سال ۲۰۰۹ منتشر شد. این رمان زندگی اتزیو آئودیتوره دا فیرنتزه را دنبال می‌کند، مردی که دنبال انتقام برای قتل خانواده اش است. اتزیو تلاش می‌کند به یک اسیسین (نوعی جنگجوی فدایی) تبدیل شود و همین سبب می‌شود تا پایش به جنگ بین انجمن اساسین و انجمن تمپلارها باز شود که این دو سازمان مخفی، قرن‌ها برای تصرف یک تکنولوژی باستانی که "سیب عدن" نامیده می‌شد با یکدیگر مبازره می‌کنند. سیب عدن یک اثر مقدس و قادر به کنترل ذهن انسان است. هر دو گروه در ایتالیا به دنبال این سیب که حاوی دانش و تکنولوژی باستانی است، می‌باشند.

## برادری
برادری (Brotherhood)، دومین رمان این مجموعه است که در ۲۰۱۰ متشر شد. این کتاب نسخه رمان شده (Novelized Version) بازی عقیده اسیسین: برادری می‌باشد. همانند رمان قبلی، در کتاب هیچ نشانی از شخصیت زمان حال بازی، "دزموند"، نیست. داستان کتاب چهار سال پس از بازی (۱۴۹۹)، یعنی در ۱۵۰۳ شرح داده می‌شود. اتزیو‌ آئودیتوره در شهر رم، تحت حکومت استبدادی چزاره بورجا که قصد حکمرانی کل ایتالیا را دارد، مبارزه می‌کند.

## جنگ صلیبی پنهان
داستان «جنگ صلیبی پنهان» (The Secret Crusade)، جزئیات زندگی الطائر به عنوان یک اساسین را شرح می‌دهد؛ با مرگ پدرش شروع می‌شود. الطائر اعدام شدن پدرش را می‌بیند؛ که برای یک مرگ اشتباه و غیرعمدی یک اصیل زاده اعدام شد. مدتی بعد شخصی از اساسین‌های پدرش را دید که برای احساس گناه و شرم از کشته شده پدر الطائر خودکشی کرد. کمی بعد الطائر توسط المعلم، رهبر انجمن اساسین‌ها تعلیم می‌بیند. المعلم به او یادآور می‌شود که به اساسین عباس چیزی دربارهٔ خود کشی پدرش نگوید. با این وجود الطائر به عباس می‌گوید و او بسیار ناراحت می‌شود. همین خبر باعث سبب مشکلاتی بین او و الطائر می‌شود.
پس از آن داستان به سال‌ها بعد می‌رود؛ الطائر، ماریا و پسرشان دریم (Darim) پس از ترور موفق چنگیز خان به مصیاف بازمی‌گردند. در غیابشان عباس خودش را به عنوان «ارباب اساسین ها» جا زده و شروع به حکومت استبدادی در مصیاف کرده است. الطائر با بی علاقگی به ملاقات او می‌رود. عباس می‌گوید پسرش، سف، (Sef) به الموت رفته؛ اما مشخص شد پسرش توسط ملک کشته شده بود. ملک زندانی شد اما اظهار بیگنهاهی کرد. الطیر او را از زندان آزاد کرد و می‌خواست آن را به عباس بدهد تا برای مقام «ارباب اساسین ها» تقاضا کند. اما زمانی که عباس ملک را کشت و آن را به گردن الطائر انداخت نقشه اش خنثی شد. الطائر از روی خشم از سیب عدن استفاده کرد تا قاتل سف را سر به نیست کند اما سهواً باعث مرگ ماریا شد و به مصیاف گریخت.

سال‌ها بعد الطائر؛ که پیرمردی هفتاد ساله بود، تاجری به نام مخلص (Muhklis) را از دست راه زنان صحرا نجات داد. مخلص الطیر زخمی را به خانه‌اش در مصیاف برد و قبول کرد که به الطیر کمک کند تا جایگاهش را اصلاح کند. آن‌ها به امید پس گرفتن مصیاف با خون ریزی هر چه کمتر دست به کار شدند. آن‌ها به چند مرد جوان پیوستند که با روش‌های سنتی اساسین‌ها علیه عباس مبارزه می‌کردند. آن‌ها همراه مردم مصیاف به سمت قلعه عباس یورش بردند اما فقط در مواقع حساس دست به کشتار می‌زدند. الطائر برای آخرین بار با عباس رو به رو شد و با تپانچه اش او را از پا درآورد. سربازان با مرگ رهبرشان سلاح‌های خود روی زمین گذاشتند و الطائر علناً به عنوان «رهبر اساسین ها» اعلام شد. در قسمت های پایانی کتاب مشخص میشود که اتزیو آئودیتوره دا فرینتزه (دا فرینتزه به معنای اهل فلورانس میباشد)، راوی داستان است و قایق‌اش به قسطنطنیه رسیده است.

## افشاگری‌ها
افشاگری‌ها (Revelations)، بار دیگر داستان زندگی اتزیو آئودیتوره را شرح می‌دهد که باقی زندگی‌اش را صرف جستجوی حقیت دربارهٔ گذشته فرقه اساسین ها می‌کند. حاصل جریان‌ها او به قسطنطنیه می‌کشاند؛ جایی که ارتش رو به رشد تمپلارهای بیزانس آن سرزمین را تهدید می‌کند. این کتاب در ۲۴ نوامبر ۲۰۱۱ در بریتانیا و در ۲۹ نوامبر همان سال در ایالات متحده منتشر شد.

## رها
رها (Forsaken)، خاطرات شخصی و آثار "هیثم کنوی (Haytham Kenway)" از زمان کودکی اش در انگلستان تا مقام اش به عنوان تمپلار است. این کتاب بر خلاف افشاگری‌ها، اول شخص است و فقط زندگی کنوی را شرح می‌دهد. رها در ۴ دسامبر ۲۰۱۲ منتشر شد.

## پرچم سیاه
پرچم سیاه (Black Flag) به شرح وقایع زندگی هیثم کنوی ادامه می‌دهد، همچنین زندگی پدر هیثم کنوی؛ پدر بزرگ کانر کنوی (Connor Kenway)، روایت می‌کند. ادوارد کنوی (Edward Kenway) جوان در یک کشتی تجاری مسلح مشغول به کار است تا این که با مرگبارترین دزدان دریایی جهان شروع به کار می‌کند و پایش به جنگ‌های صد ساله اساسین‌ها و تمپلارها باز می‌شود. پرچم سیاه در ۲۶ نوامبر ۲۰۱۳ و بر اساس بازی کیش یک آدم‌کش ۴: پرچم سیاه منتشر شد.

## عالم اموات
"عالم اموات" (Underworld) داستان زندگی "هنری گرین" (Henry Green) را ۶ سال قبل از کیش یک آدم‌کش: سندیکا، روایت می‌کند. این کتاب در ۵ نوامبر ۲۰۱۵ منتشر شد.

## کتابشناسی
1. رنسانس (۲۰ نوامبر ۲۰۰۹)[۱]

1. برادری (۲۵ نوامبر ۲۰۱۰)
2. جنگ صلیبی پنهان (۲۳ ژوئن ۲۰۱۱)
3. افشاگری‌ها (۲۴ نوامبر ۲۰۱۱)
4. رها (۴ دسامبر ۲۰۱۲)
5. پرچم سیاه (۲۶ نوامبر ۲۰۱۳)
6. وحدت (۲۵ نوامبر ۲۰۱۴)
7. عالم اموات (۵ نوامبر ۲۰۱۵)